# Óscar Velázquez
Óscar Osvaldo Velázquez Cabral (Asunción, 26 maggio 1984) è un giocatore di calcio a 5 paraguaiano.

## Carriera
Per buona parte della carriera ha giocato in squadre italiane, legandosi in particolare al Pescara con cui nella stagione 2010-11 ha raggiunto la finale scudetto, perdendola tuttavia contro la Marca.

## Palmarès
- Campionato paraguaiano: 1
Coronel Escurra: 2002/2003

```
 Campeón absoluto 2003/2004
```

- Copa Libertadores:tercer puesto revelación y artillero del torneo (Carlos Barbosa)

- Campionato di Serie B: 1
Olimpus: 2014-15 (girone D)

- campionato di serie B Cioli Ariccia ..

- campionato di serie A2 Canottieri Lazio

- Coppa Italia Nepi (2005) eliminata in semi finale Montesilvano.

- Coppa Italia Veneto (2011) eliminata in semi finale Pescara.

- Coppa Italia Pescara (2012) eliminata in finale Montesilvano.

- Copa América:

- Asunción(2003) segunda clasificada al mundial di Taipei.

- Canelones Uruguay (2008) tercera clasificada al mundial de Río de Janeiro.

- Gramado Brasil (2012) segunda clasificada al mundial de Tailandia.